# 马加拉斯
马加拉斯（法語：Magalas，法語發音：[maɡalas]）是法国埃罗省的一个市镇，位于该省中西部偏南，属于贝济耶区。

## 地理
马加拉斯（43°28'16"N, 3°13'19"E）面积20.76 平方千米，位于法国奧克西塔尼大區埃罗省，该省份为法国南部沿海省份，南濒地中海，西南接奥德省，西北接塔恩省和阿韦龙省，东北与加尔省接壤。
与马加拉斯接壤的市镇（或旧市镇、城区）包括：欧蒂尼亚克、富济永、洛朗斯、普佐勒、皮米松、皮萨利孔、圣热涅德丰特迪。

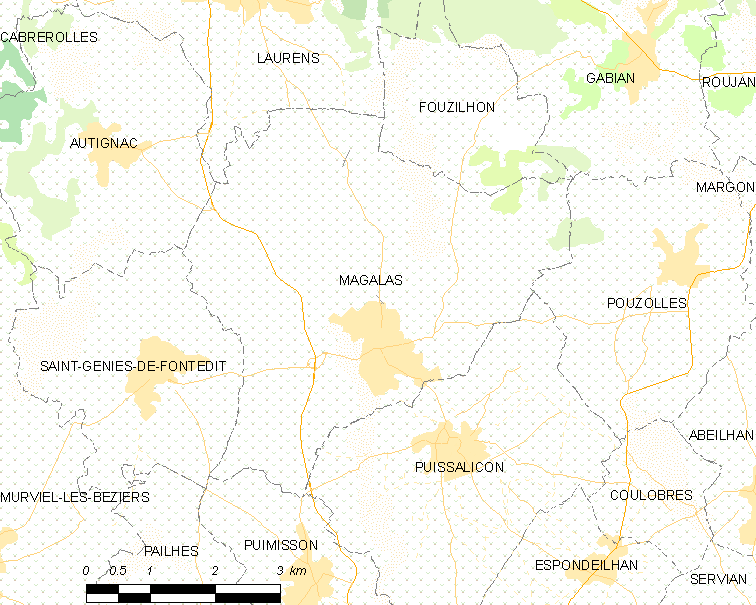
马加拉斯的OSM定位图

马加拉斯的时区为UTC+01:00、UTC+02:00（夏令时）。

## 行政
马加拉斯的邮政编码为34480，INSEE市镇编码为34147。

## 政治
马加拉斯所属的省级选区为卡祖勒莱贝济耶县。

## 人口

1962-2008年间马加拉斯人口变化图示

马加拉斯于2022年1月1日时的人口数量为3531人。